# Jagdgeschwader 137
A Jagdgeschwader 137 foi uma asa de caças da Luftwaffe, durante a Alemanha Nazi. Formada no dia 20 de Abril de 1937 em Bernburg a partir do I./JG 232, foi extinta no dia 1 de novembro de 1938 e o que dela restou foi usado para formar o I./JG 231.